# 過五關
過五關，又稱打五關，是流傳於清朝的單人骨牌遊戲。江蘇常州武進稱為斬六將，過五關則是些許不同的骨牌遊戲，有「朝不闖關，夜不斬將」、「三關容易兩關難」的諺語。

## 歷史
过五关有運氣成分，不容易过通，清朝人以此消遣，又可借此占卜運氣。胡適在1930年代從舅父家學得後就常以此戲娛樂，在1946年6月24日中的日記認為是世界最好的單人遊戲，還統計過何張牌作關公較易成功。1960年11月23日，雷震事件發生時，記者深夜去中研院看到胡適在玩此戲解悶。李敖曾作打油詩祝胡適七十岁的生日，寫：「髙才經濟在從容，大刀濶斧不雕蟲，半日獨做骨牌戲，一生夢想大光明。」
周作人、老舍也頗好此戲。郑桐荪認為較机械化，不如相十副要具相當技巧。
溫州在民國時期有竹枝词〈打五關〉：「打過一關又一關，一關打過喜開顏。問郎打透五關過，何日奇兵奪雪山？」、〈五關斬將〉：「斬將打關馬不停，問郎牌術已通靈。關爺見得應加氣，蓋代勳名付賭經。」

## 牌具
同天九牌的三十二張。

## 牌規
- 全部張隨機混洗，將六張牌以兩端正面朝上、中間正面朝下擺為橫列，稱為將，之後成為兩端的牌都要翻成正面。其餘各五張在下方以正面朝上擺為五排橫列，稱為關，最上面為第一關、第二為第二關，以此類推。剩下一張單獨擺放最下面，稱為關公[6]。
- 從第一關開始往下動作，將各關同橫列中可配成牌型的三張牌移到關公的左側。
- 五關找完配牌後，若關剩下的兩張、一張牌可與將兩端的牌配成牌型就移除，各稱為斬一將、斬雙將。
- 以三張牌組成以下九種牌型。
  - 五點：正好三數字相同，其餘數字之和等於五。
  - 正快：正好三數字相同，其餘數字之和等於十四或以上。
  - 分相：正好三數字相同；另外三數字也相同。
  - 合巧：正好四數字相同，其餘數字之和於等於前者數字。
  - 五子：正好五數字相同。
  - 不同：六數字各不相同。
  - 馬軍：又稱雙四五六，4、5、6各兩個。
  - 二三：又稱雙二三，1、2、3各兩個。
  - 二三靠：2、3、6各兩個。
- 無牌可配時，自關公的橫列右端取牌，在有牌的關的右側各補一張，從最下一關開始放到最上一關，然後再從第一關開始找牌配。
- 勝利目標為移除六張將，如果無牌可配又關公的橫列沒牌時輸掉遊戲。[4]

## 變體
- 《重订宣和谱牙牌汇集》記載若某關沒有斬將，即使無牌依舊要補牌在該關[13]。
- 胡適在日記的記載是關公放在將中間[6]。
- 杭州、武進稱為過五關的遊戲，是除了五關外，剩餘七張牌以正面朝上擺在最下方為橫列。沒有關公、斬一將、雙將的規則。勝利目標為五關的牌全部移除。其餘相同[14][4]。